# 心意告示牌
《心意告示牌》（日语：／ Kokoro no Purakado）是日本女子偶像團體AKB48的第37張單曲，於2014年8月27日由You, Be Cool!/國王唱片發行。本張單曲的演唱成員由同年6月7日於味之素球場舉辦的AKB48第37張單曲選拔總選舉結果所決定，而在該選舉中贏得本單曲中央位置（Center）的成員為渡邊麻友。

## 宣傳與發行
單曲的銷售標語是「快點注意這個告示牌！」（日语：気づいて、プラカード!）。
本作與上一張作品《拉布拉多獵犬》相隔約三個月，為AKB48於2014年推出的第3張單曲。
A面曲《心意告示牌》的演唱成員是由AKB48「第6屆選拔總選舉」中得票數前16名的成員擔任，合稱為選拔成員。B面曲則依照名次，分為「Under Girls」、「Next Girls」、「Future Girls」、「Upcoming Girls」等五個組別，演唱不同版本中收錄的B面曲。此外，Type-D的B面曲收錄了《水手服殭屍》的片尾曲以及由「大人AKB」塚本麻里子初次擔任中央位置成員的歌曲《教教我吧Mommy》。

《心意告示牌》是在2014年7月12日於日本電視台的THE MUSIC DAY 音楽のちから中初次表演。本次的選拔成員中，生駒里奈與柴田阿弥是初次入選，而宮澤佐江則是自2013年的《戀愛的幸運餅乾》回歸選拔成員。
AKB48在2014年7月29日於官方的YouTube頻道上公開了《心意告示牌》的預覽版MV，并同時在iTunes Store上提供3分鐘版本的付費下載。在大中華地區的代理權方面，由於長期代理AKB48作品的金牌大風被華納音樂收購，因此自本單曲起相關的唱片代理發行也改由華納音樂執行。

## 版本與收錄內容

### Type-A
全作詞：秋元康
CD
1. 《心意告示牌》（心のプラカード）
2. 《某人投的球》（誰かが投げたボール） - Under Girls
3. 《一個夏季的反抗期》（ひと夏の反抗期） - Next Girls
4. 《心意告示牌 》（short ver.）
5. 《心意告示牌》（off vocal ver.）
6. 《某人投的球》（off vocal ver.）
7. 《一個夏季的反抗期》（off vocal ver.）

DVD
1. 《心意告示牌》MV
2. 《某人投的球》MV
3. 《一個夏季的反抗期》MV
4. 《心意告示牌》舞蹈教學影像 Type-A

### Type-B
CD
1. 《心意告示牌》
2. 《某人投的球》
3. 《個性差的女生》（性格が悪い女の子）- Future Girls
4. 《心意告示牌》（short ver.）
5. 《心意告示牌》（off vocal ver.）
6. 《某人投的球》（off vocal ver.）
7. 《個性差的女生》（off vocal ver.）

DVD
1. 《心意告示牌》MV
2. 《某人投的球》MV
3. 《個性差的女生》MV
4. 《心意告示牌》舞蹈教學影像 Type-B

### Type-C
CD
1. 《心意告示牌》
2. 《某人投的球》
3. 《直到口香糖沒了味道為止》（チューインガムの味がなくなるまで）- Upcoming Girls
4. 《心意告示牌》（ short ver.）
5. 《心意告示牌》（off vocal ver.）
6. 《某人投的球》（off vocal ver.）
7. 《直到口香糖沒了味道為止》（off vocal ver.）

DVD
1. 《心意告示牌》MV
2. 《某人投的球》MV
3. 《直到口香糖沒了味道為止》MV
4. 《心意告示牌》舞蹈教學影像 Type-C

### Type-D
CD
1. 《心意告示牌》
2. 《水手服殭屍》（セーラーゾンビ）- Milk Planet
3. 《教教我吧Mommy》（教えてMommy）
4. 《心意告示牌》（short ver.）
5. 《心意告示牌》（off vocal ver.）
6. 《水手服殭屍》（off vocal ver.）
7. 《教教我吧Mommy》（off vocal ver.）

DVD
1. 《心意告示牌》MV
2. 《水手服殭屍》MV
3. 《教教我吧Mommy》MV
4. 《心意告示牌》舞蹈教學影像 Type-D

### 劇場盤
CD
1. 《心意告示牌》
2. 《某人投的球》
3. 《去47個美麗城市》（47の素敵な街へ）- Team 8
4. 《心意告示牌》（short ver.）
5. 《心意告示牌》（off vocal ver.）
6. 《某人投的球》（off vocal ver.）
7. 《去47個美麗城市》（off vocal ver.）

## 歌曲與參與成員
以下所提及的成員所屬分隊都是以單曲唱片發行的時間點為準。單曲的部份參與成員按照AKB48第37張單曲選拔總選舉的排名而定，選拔成員（前16名）演唱A面曲《心意告示牌》，「Under Girls」（第17至32名）、「Next Girls」（第33至48名）、「Future Girls」（第49至64名）與本次新設立的「Upcoming Girls」（第65至80名）分別演唱一首B面曲。括號內為各成員在總選舉中獲得的名次。

### 心意告示牌
（中央位置 : 渡邊麻友）
- Team A：川榮李奈（16）、 小嶋陽菜（8）、島崎遥香（7）、高橋南（9）
- Team K：横山由依（13）
- Team B：生駒里奈（14、乃木坂46兼任成員）、柏木由紀（3、兼任NMB48 Team N成员）、渡邊麻友（1）
- SKE48 Team S：松井珠理奈（4、兼任AKB48 Team K成員）
- SKE48 Team E：須田亞香里（10），柴田阿彌（15）、松井玲奈（5、兼任乃木坂46成員）
- NMB48 Team N：山本彩（6、兼任AKB48 Team K成員）
- HKT48 Team H：指原莉乃（2）
- HKT48 Team KIV：宮脇咲良（11、兼任AKB48 Team A成員）
- SNH48 Team SII：宮澤佐江（12、兼任SKE48 Team S成員）

### 某人投的球
Under Girls名義
（中央位置 : 松村香織）
- Team A：入山杏奈（20）、 武藤十夢（24）
- Team K：北原里英（19）
- Team B：高城亞樹（26）、高橋朱里（28）
- Team 4：加藤玲奈（32）、木崎由里亞（23）、峯岸南（22）
- SKE48 Team S：大矢真那（30）
- SKE48 Team KII：高柳明音（31、兼任NMB48 Team BII成員）
- SKE48 研究生：松村香織（17）
- NMB48 Team M：山田菜菜（29、兼任SKE48 Team KII成員）
- NMB48 Team BII：渡邊美優紀（18、兼任SKE48 Team S成員）
- HKT48 Team H：儿玉遥（21、兼任AKB48 Team K成員）
- HKT48 Team KIV：朝长美樱（27、兼任AKB48 Team B成員）、森保圆（25）

### 一個夏季的反抗期
Next Girls名義
（中央位置 : 藤江麗奈）
- Team K：小嶋真子（36）、田野優花（45）
- Team 4：佐佐木優佳里（47）
- SKE48 Team S：二村春香（34）
- SKE48 Team KII：木下有希子（40）、古川愛李（37）
- SKE48 Team E：岩永亞美（46）、磯原杏華（44）
- NMB48 Team M：白間美瑠（43）、藤江麗奈（33）
- NMB48 Team M：矢倉楓子（41、兼任AKB48 Team A成員）
- NMB48 Team BII：梅田彩佳（35）
- HKT48 Team H：穴井千尋（39）、田島芽瑠（38）
- HKT48 Team KIV：多田愛佳（42）、本村碧唯（48）

### 個性差的女生
Future Girls名義
（中央位置 : 岩佐美咲）
- Team K：石田晴香（57）、岩佐美咲（49）
- Team B：內山奈月（63）、倉持明日香（52）
- Team 4：西野未姫（62）、岡田奈奈（51）
- SKE48 Team KII：大場美奈（56）、古畑奈和（55、兼任AKB48 Team A成員）、山田瑞穗（54）
- SKE48 Team E：木本花音（50、兼任HKT48 Team KIV成員）
- NMB48 Team N：小谷里步（61、兼任AKB48 Team 4成員）、上西惠（58）
- NMB48 Team BII：市川美織（53）、藪下柊（59）
- HKT48 Team H：坂口理子（60）、松岡菜摘（64）

### 直到口香糖沒了味道為止
Upcoming Girls名義
（中央位置 : 永尾瑪利亞）
- Team A：前田亞美（70）
- Team K：永尾瑪利亞（65）、宮崎美穗（78）
- Team B：大島涼花（80）、小笠原茉由（76）、田名部生來（71）
- Team 4：岩立沙穗（66）
- SKE48 Team S：矢方美紀（73）、山內鈴蘭（69）
- SKE48 Team KII：阿比留李帆（74）
- SKE48 Team E：梅本圓（68）、小林亞實（77）、齊藤真木子（75）
- NMB48 Team N：吉田朱里（72）
- HKT48 Team H：駒田京伽（79）
- HKT48 Team KIV：村重杏奈（67、兼任NMB48 Team N成員）

### 水手服殭屍
《水手服殭屍》（セーラーゾンビ）是只有Type-D版本收錄的B面曲之一，由秋元康作詞，並由經常替AKB48集團譜曲的井上義正作曲、編曲。這首歌曲是東京電視台播放的同名電視劇之片尾主題曲，演唱此曲的三人小隊「牛奶行星」（Milk Planet）是一個在電視劇中出現的虛構偶像團體，由岩田華怜、橫山由依、渡邊麻友三人飾演，並由渡邊擔任舞蹈隊形的Center。此曲的搭配MV是由中村太洸導演，影片內容是由牛奶行星的歌曲舞蹈與電視劇《水手服殭屍》的片段穿插而成，因此，除了岩田、橫山與渡邊三人外，主演該電視劇的另外三位AKB48成員——大和田南那、高橋朱里與川榮李奈，也有在電視劇的剪輯片段中出現。
演唱此曲的三位成員與其所屬隊伍分別為：
- Team A：岩田華怜
- Team K：橫山由依
- Team B：渡邊麻友

### 教教我吧Mommy
（中央位置 : 塚本麻里子）
- Team A：川榮李奈、島崎遙香
- Team K：小嶋真子
- Team B：大和田南那、渡邊麻友
- 大人AKB48：塚本麻里子

### 去47個美麗城市
僅有劇場版收錄的B面曲《去47個美麗城市》（47の素敵な街へ）是2014年3月才成立的最新分隊Team 8之第一首隊歌，由秋元康作詞，曾經替48集團譜寫過包括《贊成卡哇伊！》（賛成カワイイ！，SKE48的第13張單曲）、《After Rain》（AKB48第5張專輯《未來軌跡》Type-A收錄曲）等曲的韓國作曲家李誠浩（Sungho）譜曲，並由野中「Masa」雄一編曲。
此曲的錄製是由Team 8全體47名成員共同參與。由於是收錄在發行時不附DVD的劇場版中，因此單曲發行時並未拍攝對應的MV，而是一直到2015年1月21日推出的第六張專輯《这里是罗德斯岛、在这里跳吧！》（ここがロドスだ、ここで跳べ!）才收錄了此曲的MV。在MV中擔任中央位置中央位置的成員是鳥取縣代表中野郁海，站其兩旁的前排成員則為北海道代表坂口渚沙及熊本縣代表倉野尾成美。47名成員是在一個像是放大版桌遊的佈景中演唱，並且在間奏時輪流呼喊了自己代表的家鄉之名稱。
參與本曲錄製的詳細成員名單如下：
- Team 8：阿部芽唯、岩崎萌花、太田奈緒、大西桃香、岡部麟、小栗有以、小田繪里奈、北玲名、行天優莉奈、倉野尾成美、近藤萌惠里、坂口渚沙、佐藤朱、佐藤栞、佐藤七海、下尾美羽、清水麻璃亞、下青木香鈴、高岡薫、髙橋彩音、谷優里、谷川聖、長久玲奈、中野郁海、永野芹佳、橋本陽菜、濱咲友菜、濱松里緒菜、早坂紬、左伴彩佳、人見古都音、廣瀬夏樹、福地禮奈、藤村菜月、本田仁美、宮里莉羅、舞木香純、森脇由衣、谷口萌香、山田菜菜美、山本亞依、山本瑠香、橫道侑里、橫山結衣、吉川七瀬、吉野未優

## 註解
1. ↑  此統計包括只提供網路下載的單曲《Baby! Baby! Baby!》在內，所有的AKB48主要單曲作品，如果加上獨立製作時代的兩張單曲則為第39張。但是，此數字並不包含同樣是只提供網路下載、但並不用於銷售營利的兩首慈善歌曲《為了誰 -What can I do for someone?-》與《掌心語》。

## 外部連結
- King Records官方網站相關單曲版本頁面（日語）
  - Type A 初回限定盤 （页面存档备份，存于）
  - Type A 通常盤 （页面存档备份，存于）
  - Type B 初回限定盤 （页面存档备份，存于）
  - Type B 通常盤 （页面存档备份，存于）
  - Type C 初回限定盤 （页面存档备份，存于）
  - Type C 通常盤 （页面存档备份，存于）
  - Type D 初回限定盤 （页面存档备份，存于）
  - Type D 通常盤 （页面存档备份，存于）
  - 劇場盤 （页面存档备份，存于）
- YouTube上的《心意告示牌》 預覽版MV
- YouTube上的《某人投的球》 預覽版MV
- YouTube上的《一個夏季的反抗期》 預覽版MV
- YouTube上的《個性差的女生》 預覽版MV
- YouTube上的《直到口香糖沒了味道為止》 預覽版MV
- YouTube上的《教教我吧Mommy》 預覽版MV
- YouTube上的《水手服殭屍》 預覽版MV
- YouTube上的《朝向47條美麗的街道》 預覽版MV